# Сату-Ноу (Окланд, Харгіта)
Сату-Ноу (рум. Satu Nou) — село у повіті Харгіта в Румунії. Входить до складу комуни Окланд.
Село розташоване на відстані 197 км на північ від Бухареста, 38 км на південний захід від М'єркуря-Чука, 56 км на північ від Брашова.

## Населення
За даними перепису населення 2002 року у селі проживала 321 особа, з них 317 осіб (98,8%) угорців. Рідною мовою 317 осіб (98,8%) назвали угорську.